# ROCKUMENT -Guitar of Friends-
ROCKUMENT -Guitar of Friends-"は、1995年に発売された甲斐よしひろの映像作品。ビデオはファンクラブ限定で発売された。

## 概要
1995年～2001年の6年間にわたって新宿にあった日清パワーステーションで開催されたシリーズライヴ『ロッキュメント』のシリーズ第一弾『Guitar of Friends』の模様を収録したビデオ。
『Guitar of Friends』は1995年4月27日・28日、5月30日・31日、6月29日・30日の3ヶ月間・各月2回開催され、月毎にセットリスト・ゲストを変える中で一貫してテーマを持たせるというものだった。
ゲストミュージシャンは、4月・鎌田ジョージ、5月・田中裕千（KAI FIVE)、6月・土屋公平が迎えられた。
このビデオの特徴は、サウンドトラック（ライヴ音源）に一切編集を加えていない事があげられる。
2002年にロッキュメントの映像作品をワンパッケージにしたDVD-BOX『KAI ROCKUMENT BOX』が発売されDVD化された。その際、Disc.1に本作が収録されているが、トラック2『ダイナマイトが150屯』はオミットされている。

## 収録曲
1. 新宿
2. ダイナマイトが150屯
3. ブラッディ・マリー
4. 恋愛平行線
5. GET!
6. 地下室のメロディー
7. 橋の明かり
8. シネマ・クラブ
9. 二色の灯
10. 渇いた街
11. 観覧車'82
12. 漂泊者（アウトロー）
13. 愛と呼ばれるもの
14. 火傷-YAKEDO-

## ROCKUMENT -Guitar of Friends-　セットリスト
| 1. 愛と呼ばれるもの 2. ダイナマイトが150屯 3. 恋愛平行線 4. 胸いっぱいの愛 5. 地下室のメロディー 6. 橋の明かり 7. LADY 8. GET! 9. シネマクラブ 10. らせん階段 11. 破れたハートを売り物に （27日のみ） 12. 風の中の火のように 13. 渇いた街 14. 翼あるもの 15. 観覧車'82 16. 漂泊者（アウトロー） 17. テレフォンノイローゼ 18. かけがえのないもの | 1. アジテイター 2. 電光石火BABY 3. ちんぴら 4. シーズン 5. ブラッディマリー 6. GET!（30日）・地下室のメロディー（31日） 7. 幻惑されて 8. 月に泣く 9. フィーバー 10. 絶対・愛 11. 嵐の明日 12. 愛と呼ばれるもの（30日）・GET! （31日） 13. ダイナマイトが150屯 14. 恋愛平行線 15. 渇いた街 16. 漂泊者（アウトロー） 17. 観覧車'82 18. 風の中の火のように 19. 火傷 | 1. 新宿（29日）・かけがえのないもの（30日） 2. ダイナマイトが150屯 3. あり、か 4. ブラッディマリー 5. 地下室のメロディー 6. やせた女のブルース 7. ジャンキーズ・ロックンロール 8. レイン 9. GET! 10. 港からやってきた女 11. 二色の灯り 12. 渇いた街 13. 観覧車'82 14. 風の中の火のように 15. 漂泊者（アウトロー） 16. きんぽうげ 17. ラヴァーホリック 18. かけがえのないもの（29日）・新宿（30日） |  |